# Nicolas Edet
Nicolas Edet (La Ferté-Bernard, 2 december 1987) is een voormalig Frans wielrenner.

## Biografie
Nicolas Edet liet in 2007 voor het eerst goed van zich horen, toen hij een etappe in de Ronde van Burkina Faso won. Edet behaalde in 2008 en 2009 geen overwinning, maar reed wel een aantal ereplaatsen bijeen als lid van Team Véranda Rideau Sarthe 72. Begin augustus 2010 werd Edet stagiair bij Cofidis, waarna hij voor het seizoen 2011 een profconract bij die ploeg mocht tekenen.
In 2011 won hij het bergklassement in de Ronde van Oostenrijk en in 2013 het bergklassement van de Ronde van Spanje.

## Overwinningen
2007
4e etappe Ronde van Burkina Faso
2010
4e etappe Tour des Pays de Savoie
5e etappe Ronde van de Aostavallei
2011
Bergklassement Ronde van Oostenrijk
2013
Bergklassement Ronde van Rhône-Alpes Isère
Bergklassement Ronde van Spanje
2014
3e etappe Ronde van Rhône-Alpes Isère
2015
Bergklassement Ronde van Yorkshire
2017
Bergklassement Ronde van Gévaudan Languedoc-Roussillon
2018
3e etappe Ronde van de Limousin
Eindklassement Ronde van de Limousin
2020
Bergklassement Parijs-Nice

## Resultaten in voornaamste wedstrijden
| Jaar | Ronde van Italië | Ronde van Frankrijk | Ronde van Spanje |
| ---- | ---------------- | ------------------- | ---------------- |
| 2011 |                  |                     | opgave           |
| 2012 |                  | 128e                |                  |
| 2013 |                  |                     | 104e             |
| 2014 |                  | 77e                 |                  |
| 2015 |                  | 111e                |                  |
| 2016 |                  | 106e                |                  |
| 2017 |                  | 76e                 |                  |
| 2018 |                  | 43e                 |                  |
| 2019 |                  | opgave              | 18e              |
| 2020 | opgave           | 49e                 |                  |
| 2021 | opgave           |                     |                  |
| 2022 |                  |                     |                  |

| Jaar | Amstel Gold Race | Luik-Bast.‑Luik | Ronde van Lombardije | Waalse Pijl |
| ---- | ---------------- | --------------- | -------------------- | ----------- |
| 2011 |                  |                 |                      |             |
| 2012 |                  |                 |                      |             |
| 2013 |                  |                 |                      |             |
| 2014 |                  |                 |                      |             |
| 2015 |                  | opgave          |                      | opgave      |
| 2016 |                  | 119e            | opgave               | 139e        |
| 2017 |                  | 152e            | opgave               | 92e         |
| 2018 |                  | 67e             |                      | 25e         |
| 2019 |                  |                 | 81e                  |             |
| 2020 |                  |                 |                      |             |
| 2021 | opgave           |                 |                      |             |
| 2022 |                  |                 | opgave               |             |

## Ploegen
- 2010 –  Cofidis, le Crédit en Ligne (stagiair vanaf 1-8)
- 2011 –  Cofidis, le Crédit en Ligne
- 2012 –  Cofidis, le Crédit en Ligne
- 2013 –  Cofidis, Solutions Crédits
- 2014 –  Cofidis, Solutions Crédits
- 2015 –  Cofidis, Solutions Crédits
- 2016 –  Cofidis, Solutions Crédits
- 2017 –  Cofidis, Solutions Crédits
- 2018 –  Cofidis, Solutions Crédits
- 2019 –  Cofidis, Solutions Crédits
- 2020 –  Cofidis
- 2021 –  Cofidis
- 2022 –  Arkéa-Samsic
- 2023 –  Arkéa-Samsic

Augé ·
Blot · 
Buffaz · 
Cusin ·
Demaret ·
Dumoulin ·
Duque · 
El Fares ·
Fouchard ·
Gallopin · 
Ista ·
Kern ·
Keukeleire · 
Kriit ·
Labbe ·
Lafargue ·
Lambert ·
Levy ·
Minard · 
Moinard · 
Moncoutié · 
Monier ·
Mulder · 
Pauriol ·
Pervis ·
Sijmens · 
Sireau ·
Taaramäe · 
Thirionet · 
Valentin · 
Zingle ·
Bagot (stagiair) ·
Edet (stagiair) ·
Petit (stagiair)
Bagot ·
Barle · 
Buffaz · 
Crépelière ·
Cusin ·
Demaret ·
Dumoulin ·
Duque · 
Edet ·
El Fares ·
Fouchard ·
Gallopin ·
Grandjean ·
Hervio · 
Ista ·
Keukeleire · 
Kriit ·
Labbe ·
Lambert ·
Maté · 
Moncoutié · 
Monier ·
Petit ·
Saramotins · 
Sijmens · 
Taaramäe · 
Thirionet · 
Valentin · 
Vogondy ·
Zingle ·
Delalot (stagiair) ·
Lavieu (stagiair) ·
Molard (stagiair) 
Bagot ·
Barle · 
Buffaz · 
Cammaerts ·
Demaret ·
Di Grégorio ·
Dumoulin ·
Duque · 
Edet ·
Fouchard ·
García ·
Ghyselinck ·
Labbe ·
Lambert ·
Maté · 
Molard ·
Moncoutié · 
Monier ·
Petit ·
Saramotins · 
Sijmens · 
Taaramäe · 
Thirionet · 
Valentin · 
Vogondy ·
Zingle ·
Corbel (stagiair) ·
Turgis (stagiair) 
Bagot ·
Barle · 
Bescond · 
Bessy · 
Cammaerts ·
Coppel ·
Edet ·
Fouchard ·
García ·
Ghyselinck ·
Hardy ·
Jõeäär ·
Labbe ·
Le Mével ·
Lemarchand ·
Levarlet ·
Maté · 
Molard ·
Navarro · 
Petit ·
Poulhiès ·
Sijmens · 
Taaramäe · 
Valentin · 
Zingle ·
Lavery (stagiair) · 
Venturini (stagiair) · 
Verhelst (stagiair) 
Bagot ·
Bescond · 
Cammaerts ·
Coppel ·
Edet ·
Fouchard ·
García ·
Hardy ·
Jõeäär ·
Laporte ·
Le Mével ·
Lemarchand ·
Lemoine ·
Levarlet ·
Maté · 
Molard ·
Navarro · 
Petit ·
Poulhiès ·
Sénéchal · 
Simon ·
Taaramäe · 
Venturini · 
Verhelst ·
Zingle ·
Chetout (stagiair) · 
Kowalski (stagiair) · 
Turgis (stagiair) 
Ahlstrand · Bagot · N.Bouhanni · Chainel · Chetout · Edet · Hardy · Jõeäär · Laporte · Lemoine · Maté · Molard · Navarro · Petit · Rollin · Rossetto · Sénéchal · Simon · Soupe · Turgis · Van Staeyen · Vanbilsen · Venturini · Verhelst · Zingle · R.Bouhanni (stagiair) · Hofstetter (stagiair) · San Sebastián (stagiair)
Ahlstrand · Bagot · N.Bouhanni · R.Bouhanni · Božič · Chetout · Cousin · Edet · Hardy · Hofstetter · Jeannesson · Jõeäär · Laporte · Lemoine · Maté · Molard · Navarro · Perez · Rossetto · Sénéchal · Simon · Soupe · Turgis · Van Staeyen · Vanbilsen · Venturini · Godon (stagiair) · Le Turnier (stagiair)
Bagot · Bonnafond · N. Bouhanni · R. Bouhanni · Chetout · Claeys · Cousin · Edet · Godon · Hofstetter · Laporte · Le Turnier · Lemoine · Maté · Navarro · Perez · Rossetto · Sénéchal · Simon · Soupe · A. Turgis · J. Turgis · Van Genechten · Van Staeyen · Vanbilsen · Venturini · Barceló (stagiair) · Lafay (stagiair) · T. Turgis (stagiair)
Bonnafond · N. Bouhanni · R. Bouhanni · Chetout · Claeys · Edet · Godon · Jesús Herrada · José Herrada · Hofstetter · Lafay · Laporte · Le Turnier · Lemoine · Maté · Navarro · Perez · Rossetto · Simon · Soupe · Teklehaimanot · A. Turgis · J. Turgis · Van Lerberghe · Van Staeyen · Vanbilsen · Morin (stagiair) · Puppio (stagiair) · Skaarseth (stagiair)
Atapuma · Berhane · N. Bouhanni · R. Bouhanni · Chetout · Claeys · Edet · Fortin · Hansen · Jesús Herrada · José Herrada · Hofstetter · Lafay · Laporte · Le Turnier · Lemoine · Maté · Mathis · Morin · Perez · Périchon · Rossetto · Simon · Soupe · Touzé · Van Lerberghe · Vanbilsen · Waeytens · Finé (stagiair) · Leyder (stagiair) · Viviani (stagiair)
Allegaert · Barceló · Berhane · Claeys · Consonni · Edet · Finé · Haas · Hansen · Jesús Herrada · José Herrada · Lafay · Laporte · Le Turnier · Lemoine · Martin · Maté · Mathis · Morin · Perez · Périchon · Rossetto · Sabatini · Touzé · Vanbilsen · Vermote · A. Viviani · E. Viviani  · Prodhomme (stagiair) · Zanoncello (stagiair)
Allegaert · Barceló · Berhane · Bohli · Carvalho · Champion · Consonni · Drucker · Edet · Fernández · Finé · Geschke · Haas · Jesús Herrada · José Herrada · Lafay · Laporte · Martin · Morin · Perez · Périchon · Rochas · Sabatini · Sajnok · Vanbilsen · A. Viviani · E. Viviani · Wallays · Toumire (stagiair) · Zingle (stagiair) · Lebreton (stagiair)
Anacona · Barguil · Barré (vanaf 1/8) · Bouet · Bouhanni · Capiot · Declercq · Delaplace · Edet · Flórez · Gesbert · Grondin · Guernalec · Guglielmi · Hardy · Hofstetter · Ledanois · Louvel · McLay · Noppe · Owsian · Pajur · Pichon · D. Quintana · N. Quintana · Ries · Riou · Russo · Swift · Vauquelin · Verre · Clynhens (stagiair) · Costiou (stagiair) · Thierry (stagiair)
Barguil · Barré · Biermans · Bouet · Bouhanni · Capiot · Champoussin · Costiou · Dekker · Delaplace · Démare (vanf 1/8) · Edet · Gesbert · Grondin · Guernalec · Guglielmi · Hofstetter · Le Berre · Ledanois · Louvel · McLay · Mozzato · Owsian · Pichon · Ponomar (tot 31/7) · Ries · Riou · Rodríguez · Russo · Vauquelin · Verre · Dauphin (stagiair) · Gillet (stagiair) · Martin Tjøtta (stagiair)